# Lista de comunas da Noruega por ordem alfabética
Esta é uma lista de comunas da Noruega por ordem alfabética. Esta lista respeita a ordem alfabética norueguesa, que é diferente da portuguesa.

## A
- Agdenes (Sør-Trøndelag)
- Alstahaug (Nordland)
- Alta (Finamarca)
- Alvdal (Hedmark)
- Andebu (Vestfold)
- Andøy (Nordland)
- Aremark (Østfold)
- Arendal (Aust-Agder)
- Asker (Akershus)
- Askim (Østfold)
- Askvoll (Sogn og Fjordane)
- Askøy (Hordaland)
- Audnedal (Vest-Agder)
- Aukra (Møre og Romsdal)
- Aure (Møre og Romsdal)
- Aurland (Sogn og Fjordane)
- Aurskog-Høland (Akershus)
- Austevoll (Hordaland)
- Austrheim (Hordaland)
- Averøy (Møre og Romsdal)

## B
- Balestrand (Sogn og Fjordane)
- Ballangen (Nordland)
- Balsfjord (Troms)
- Bamble (Telemark)
- Bardu (Troms)
- Beiarn (Nordland)
- Berg (Troms)
- Bergen (Hordaland)
- Bindal (Nordland)
- Birkenes (Aust-Agder)
- Bjarkøy (Troms)
- Bjerkreim (Rogaland)
- Bjugn (Sør-Trøndelag)
- Berlevåg (Finamarca)
- Bodø (Nordland)
- Bokn (Rogaland)
- Bremanger (Sogn og Fjordane)
- Brønnøy (Nordland)
- Bygland (Aust-Agder)
- Bykle (Aust-Agder)
- Bærum (Akershus)
- Bø (Nordland)
- Bø (Telemark)
- Bømlo (Hordaland)
- Båtsfjord (Finamarca)

## D
- Dovre (Oppland)
- Drammen (Buskerud)
- Drangedal (Telemark)
- Dyrøy (Troms)
- Dønna (Nordland)

## E
- Eid (Sogn og Fjordane)
- Eide (Møre og Romsdal)
- Eidfjord (Hordaland)
- Eidsberg (Østfold)
- Eidskog (Hedmark)
- Eidsvoll (Akershus)
- Eigersund (Rogaland)
- Elverum (Hedmark)
- Enebakk (Akershus)
- Engerdal (Hedmark)
- Etne (Hordaland)
- Etnedal (Oppland)
- Evenes (Nordland)
- Evje og Hornnes (Aust-Agder)

## F
- Farsund (Vest-Agder)
- Fauske (Nordland)
- Fedje (Hordaland)
- Fet (Akershus)
- Finnøy (Rogaland)
- Fitjar (Hordaland)
- Fjaler (Sogn og Fjordane)
- Fjell (Hordaland)
- Flakstad (Nordland)
- Flatanger (Nord-Trøndelag)
- Flekkefjord (Vest-Agder)
- Flesberg (Buskerud)
- Flora (Sogn og Fjordane)
- Flå (Buskerud)
- Folldal (Hedmark)
- Forsand (Rogaland)
- Fosnes (Nord-Trøndelag)
- Fredrikstad (Østfold)
- Frei (Møre og Romsdal)
- Frogn (Akershus)
- Froland (Aust-Agder)
- Frosta (Nord-Trøndelag)
- Fræna (Møre og Romsdal)
- Frøya (Sør-Trøndelag)
- Fusa (Hordaland)
- Fyresdal (Telemark)
- Førde (Sogn og Fjordane)

## G
- Gamvik (Finamarca)
- Gaular (Sogn og Fjordane)
- Gausdal (Oppland)
- Gildeskål (Nordland)
- Giske (Møre og Romsdal)
- Gjemnes (Møre og Romsdal)
- Gjerdrum (Akershus)
- Gjerstad (Aust-Agder)
- Gjesdal (Rogaland)
- Gjøvik (Oppland)
- Gloppen (Sogn og Fjordane)
- Gol (Buskerud)
- Gran (Oppland)
- Grane (Nordland)
- Granvin (Hordaland)
- Gratangen (Troms)
- Grimstad (Aust-Agder)
- Grong (Nord-Trøndelag)
- Grue (Hedmark)
- Gulen (Sogn og Fjordane)

## H
- Hadsel (Nordland)
- Halden (Østfold)
- Halsa (Møre og Romsdal)
- Hamar (Hedmark)
- Hamarøy (Nordland)
- Hammerfest (Finamarca)
- Haram (Møre og Romsdal)
- Hareid (Møre og Romsdal)
- Harstad (Troms)
- Hasvik (Finamarca)
- Hattfjelldal (Nordland)
- Haugesund (Rogaland)
- Hemnes (Nordland)
- Hemne (Sør-Trøndelag)
- Hemsedal (Buskerud)
- Herøy (Møre og Romsdal)
- Herøy (Nordland)
- Hitra (Sør-Trøndelag)
- Hjartdal (Telemark)
- Hjelmeland (Rogaland)
- Hobøl (Østfold)
- Hof (Vestfold)
- Hol (Buskerud)
- Hole (Buskerud)
- Holmestrand (Vestfold)
- Holtålen (Sør-Trøndelag)
- Hornindal (Sogn og Fjordane)
- Horten (Vestfold)
- Hurdal (Akershus)
- Hurum (Buskerud)
- Hvaler (Østfold)
- Hyllestad (Sogn og Fjordane)
- Hægebostad (Vest-Agder)
- Høyanger (Sogn og Fjordane)
- Høylandet (Nord-Trøndelag)
- Hå (Rogaland)

## I
- Ibestad (Troms)
- Inderøy (Nord-Trøndelag)
- Iveland (Aust-Agder)

## J
- Jevnaker (Oppland)
- Jondal (Hordaland)
- Jølster (Sogn og Fjordane)

## K
- Karasjok (Finamarca)
- Karlsøy (Troms)
- Karmøy (Rogaland)
- Kautokeino (Finamarca)
- Klepp (Rogaland)
- Klæbu (Sør-Trøndelag)
- Kongsberg (Buskerud)
- Kongsvinger (Hedmark)
- Kragerø (Telemark)
- Kristiansand (Vest-Agder)
- Kristiansund (Møre og Romsdal)
- Krødsherad (Buskerud)
- Kvalsund (Finamarca)
- Kvam (Hordaland)
- Kvinesdal (Vest-Agder)
- Kvinnherad (Hordaland)
- Kviteseid (Telemark)
- Kvitsøy (Rogaland)
- Kvæfjord (Troms)
- Kvænangen (Troms)
- Kåfjord (Troms)

## L
- Lardal (Vestfold)
- Larvik (Vestfold)
- Lavangen (Troms)
- Lebesby (Finamarca)
- Leikanger (Sogn og Fjordane)
- Leirfjord (Nordland)
- Leka (Nord-Trøndelag)
- Leksvik (Nord-Trøndelag)
- Lenvik (Troms)
- Lesja (Oppland)
- Levanger (Nord-Trøndelag)
- Lier (Buskerud)
- Lierne (Nord-Trøndelag)
- Lillehammer (Oppland)
- Lillesand (Aust-Agder)
- Lindesnes (Vest-Agder)
- Lindås (Hordaland)
- Lom (Oppland)
- Loppa (Finamarca)
- Lund (Rogaland)
- Lunner (Oppland)
- Lurøy (Nordland)
- Luster (Sogn og Fjordane)
- Lyngdal (Vest-Agder)
- Lyngen (Troms)
- Lærdal (Sogn og Fjordane)
- Lødingen (Nordland)
- Lørenskog (Akershus)
- Løten (Hedmark)

## M
- Malvik (Sør-Trøndelag)
- Mandal (Vest-Agder)
- Marker (Østfold)
- Marnardal (Vest-Agder)
- Masfjorden (Hordaland)
- Meland (Hordaland)
- Meldal (Sør-Trøndelag)
- Melhus (Sør-Trøndelag)
- Meløy (Nordland)
- Meråker (Nord-Trøndelag)
- Midsund (Møre og Romsdal)
- Midtre Gauldal (Sør-Trøndelag)
- Modalen (Hordaland)
- Modum (Buskerud)
- Molde (Møre og Romsdal)
- Moskenes (Nordland)
- Moss (Østfold)
- Mosvik (Nord-Trøndelag)
- Målselv (Troms)
- Måsøy (Finamarca)

## N
- Namdalseid (Nord-Trøndelag)
- Namsos (Nord-Trøndelag)
- Namsskogan (Nord-Trøndelag)
- Nannestad (Akershus)
- Narvik (Nordland)
- Naustdal (Sogn og Fjordane)
- Nedre Eiker (Buskerud)
- Nes (Akershus)
- Nes (Buskerud)
- Nesna (Nordland)
- Nesodden (Akershus)
- Nesseby (Finamarca)
- Nesset (Møre og Romsdal)
- Nissedal (Telemark)
- Nittedal (Akershus)
- Nome (Telemark)
- Nord-Aurdal (Oppland)
- Norddal (Møre og Romsdal)
- Nord-Fron (Oppland)
- Nordkapp (Finamarca)
- Nord-Odal (Hedmark)
- Nordreisa (Troms)
- Nordre Land (Oppland)
- Nore og Uvdal (Buskerud)
- Notodden (Telemark)
- Nærøy (Nord-Trøndelag)
- Nøtterøy (Vestfold)

## O
- Odda (Hordaland)
- Oppdal (Sør-Trøndelag)
- Oppegård (Akershus)
- Orkdal (Sør-Trøndelag)
- Osen (Sør-Trøndelag)
- Os (Hedmark)
- Os (Hordaland)
- Oslo (Oslo)
- Osterøy (Hordaland)
- Overhalla (Nord-Trøndelag)

## P
- Porsanger (Finamarca)
- Porsgrunn (Telemark)

## R
- Radøy (Hordaland)
- Rakkestad (Østfold)
- Rana (Nordland)
- Randaberg (Rogaland)
- Rauma (Møre og Romsdal)
- Rendalen (Hedmark)
- Rennebu (Sør-Trøndelag)
- Rennesøy (Rogaland)
- Re (Vestfold)
- Rindal (Møre og Romsdal)
- Ringebu (Oppland)
- Ringerike (Buskerud)
- Ringsaker (Hedmark)
- Rissa (Sør-Trøndelag)
- Risør (Aust-Agder)
- Roan (Sør-Trøndelag)
- Rollag (Buskerud)
- Rygge (Østfold)
- Rælingen (Akershus)
- Rødøy (Nordland)
- Rømskog (Østfold)
- Røros (Sør-Trøndelag)
- Røst (Nordland)
- Røyken (Buskerud)
- Røyrvik (Nord-Trøndelag)
- Råde (Østfold)

## S
- Salangen (Troms)
- Saltdal (Nordland)
- Samnanger (Hordaland)
- Sandefjord (Vestfold)
- Sande (Møre og Romsdal)
- Sande (Vestfold)
- Sandnes (Rogaland)
- Sandøy (Møre og Romsdal)
- Sarpsborg (Østfold)
- Sauda (Rogaland)
- Sauherad (Telemark)
- Selbu (Sør-Trøndelag)
- Selje i Nordfjord (Sogn og Fjordane)
- Seljord (Telemark)
- Sel (Oppland)
- Sigdal (Buskerud)
- Siljan (Telemark)
- Sirdal (Vest-Agder)
- Skaun (Sør-Trøndelag)
- Skedsmo (Akershus)
- Ski (Akershus)
- Skien (Telemark)
- Skiptvet (Østfold)
- Skjervøy (Troms)
- Skjåk (Oppland)
- Skodje (Møre og Romsdal)
- Skånland (Troms)
- Smøla (Møre og Romsdal)
- Snillfjord (Sør-Trøndelag)
- Snåsa (Nord-Trøndelag)
- Sogndal (Sogn og Fjordane)
- Sokndal (Rogaland)
- Sola (Rogaland)
- Solund (Sogn og Fjordane)
- Songdalen (Vest-Agder)
- Sortland (Nordland)
- Spydeberg (Østfold)
- Stange (Hedmark)
- Stavanger (Rogaland)
- Steigen (Nordland)
- Steinkjer (Nord-Trøndelag)
- Stjørdal (Nord-Trøndelag)
- Stokke (Vestfold)
- Stordal (Møre og Romsdal)
- Stord (Hordaland)
- Stor-Elvdal (Hedmark)
- Storfjord (Troms)
- Stranda (Møre og Romsdal)
- Strand (Rogaland)
- Stryn (Sogn og Fjordane)
- Sula (Møre og Romsdal)
- Suldal (Rogaland)
- Sund (Hordaland)
- Sunndal (Møre og Romsdal)
- Surnadal (Møre og Romsdal)
- Sveio (Hordaland)
- Svelvik (Vestfold)
- Sykkylven (Møre og Romsdal)
- Søgne (Vest-Agder)
- Sømna (Nordland)
- Søndre Land (Oppland)
- Sør-Aurdal (Oppland)
- Sørfold (Nordland)
- Sør-Fron (Oppland)
- Sør-Odal (Hedmark)
- Sørreisa (Troms)
- Sørum (Akershus)
- Sør-Varanger (Finamarca)

## T
- Tana (Finamarca)
- Time (Rogaland)
- Tingvoll (Møre og Romsdal)
- Tinn (Telemark)
- Tjeldsund (Nordland)
- Tjøme (Vestfold)
- Tokke (Telemark)
- Tolga (Hedmark)
- Torsken (Troms)
- Tranøy (Troms)
- Tromsø (Troms)
- Trondheim (Sør-Trøndelag)
- Trysil (Hedmark)
- Træna (Nordland)
- Trøgstad (Østfold)
- Tustna (Møre og Romsdal)
- Tvedestrand (Aust-Agder)
- Tydal (Sør-Trøndelag)
- Tynset (Hedmark)
- Tysfjord (Nordland)
- Tysnes (Hordaland)
- Tysvær (Rogaland)
- Tønsberg (Vestfold)

## U
- Ullensaker (Akershus)
- Ullensvang (Hordaland)
- Ulstein (Møre og Romsdal)
- Ulvik (Hordaland)
- Utsira (Rogaland)

## V
- Vadsø (Finamarca)
- Vaksdal (Hordaland)
- Valle (Aust-Agder)
- Vang (Oppland)
- Vanylven (Møre og Romsdal)
- Vardø (Finamarca)
- Vefsn (Nordland)
- Vega (Nordland)
- Vegårshei (Aust-Agder)
- Vennesla (Vest-Agder)
- Verdal (Nord-Trøndelag)
- Verran (Nord-Trøndelag)
- Vestby (Akershus)
- Vestnes (Møre og Romsdal)
- Vestre Slidre (Oppland)
- Vestre Toten (Oppland)
- Vestvågøy (Nordland)
- Vevelstad (Nordland)
- Vikna (Nord-Trøndelag)
- Vik (Sogn og Fjordane)
- Vindafjord (Rogaland)
- Vinje (Telemark)
- Volda (Møre og Romsdal)
- Voss (Hordaland)
- Værøy (Nordland)
- Vågan (Nordland)
- Vågsøy (Sogn og Fjordane)
- Vågå (Oppland)
- Våler (Hedmark)
- Våler (Østfold)

## Ø
- Øksnes (Nordland)
- Ølen (Rogaland)
- Ørland (Sør-Trøndelag)
- Ørskog (Møre og Romsdal)
- Ørsta (Møre og Romsdal)
- Østre Toten (Oppland)
- Øvre Eiker (Buskerud)
- Øyer (Oppland)
- Øygarden (Hordaland)
- Øystre Slidre (Oppland)

## Å
- Åfjord (Sør-Trøndelag)
- Ål (Buskerud)
- Ålesund (Møre og Romsdal)
- Åmli (Aust-Agder)
- Åmot (Hedmark)
- Årdal (Sogn og Fjordane)
- Ås (Akershus)
- Åseral (Vest-Agder)
- Åsnes (Hedmark)